# Dampier (ville)
Pour les articles homonymes, voir Dampier.
Dampier (1810 habitants) est une ville portuaire au Nord-Ouest de l'Australie-Occidentale, à 19 km de Karratha, à 1 560 km de Perth, la capitale de l'État.
Le port exporte du pétrole, du gaz naturel, du minerai de fer et du sel.

## Histoire
Les populations aborigènes Yaburrara et Ngarluma ont vécu dans la région pendant des milliers d'années avant l'arrivée des Européens. La ville doit son nom à l'archipel situé à proximité, Archipel Dampier, baptisé du nom d'un boucanier anglais William Dampier qui visita la région en 1699, et recélant de nombreux pétroglyphes.
La ville de Dampier a fini de se développer lorsque la ville voisine de Karratha a pris la priorité.

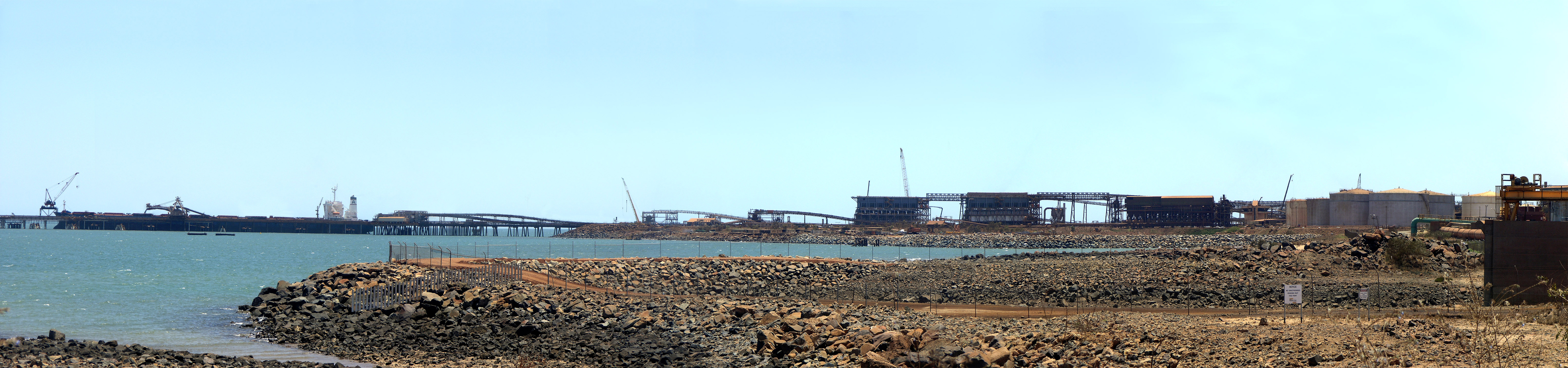
Le port de Dampier.